# Rivers of Blood

Enoch Powell

Rivers of Blood var ett tal som hölls av den brittiske politikern Enoch Powell den 20 april 1968 vid ett möte med Conservative Political Centre i Birmingham. I talet kritiserade Powell, som då var skuggminister för försvar i Edward Heaths skuggkabinett, starkt invandringen från Samväldet (mestadels tidigare kolonier i det brittiska imperiet) till Storbritannien sedan andra världskriget. Han motsatte sig också Race Relations Bill, ett lagförslag mot diskriminering som, efter att ha fått kungligt godkännande som Race Relations Act 1968, kriminaliserade vägran av bostäder, anställning eller offentliga tjänster för personer på grund av hudfärg, ras eller etniskt eller nationellt ursprung. Powell själv kallade det "Birminghamtalet"; "Rivers of Blood" anspelar på en profetia från Vergilius Aeneiden som Powell (en klassisk utbildad) citerade:
När jag blickar framåt fylls jag av onda aningar. Liksom romaren tycker jag mig se "floden Tibern skumma av mycket blod".
Talet blev en nationell kontrovers och det gjorde Powell till en av de mest omtalade och splittrande politikerna i Storbritannien. Heath, som då var ledare för det konservativa partiet, avskedade honom från skuggkabinettet dagen efter talet. Enligt de flesta källor kan populariteten hos Powells åsikter om invandring ha varit en avgörande faktor för det konservativa partiets oväntade seger i valet 1970, även om han blev en av de mest ihärdiga motståndarna till den efterföljande Heathministären.

## Bakgrund
Powell, parlamentsledamot för Wolverhampton South West och skuggminister för försvarsfrågor för det konservativa partiet, talade vid ett allmänt möte för West Midlands Area Conservative Political Centre. Labourregeringens lagförslag om Race Relations Act 1968 skulle ha sin andra behandling tre dagar senare, och den konservativa oppositionen hade lagt fram ett ändringsförslag som avsevärt försvagade dess bestämmelser. Lagförslaget var en efterföljare till Race Relations Act 1965.
Det Birmingham-baserade TV-bolaget ATV såg en förhandskopia av talet på lördagsmorgonen, och dess nyhetsredaktör beordrade ett TV-team att bege sig till lokalen, där de filmade delar av talet. Tidigare i veckan hade Powell sagt till sin vän Clem Jones, en journalist och dåvarande redaktör på Wolverhampton Express & Star: "Jag kommer att hålla ett tal i helgen och det kommer att gå upp 'spikrakt' som en raket; Men medan alla raketer faller till jorden, kommer den här att stanna uppe."
När Powell förberedde sitt tal hade han tillämpat Jones råd att för att hålla slagkraftiga politiska tal och utesluta inblandning från sin partiorganisation, var hans bästa timing lördagseftermiddagar, efter att ha delat ut embargokopior föregående torsdag eller fredag till utvalda redaktörer och politiska journalister från söndagstidningarna. Denna taktik skulle kunna säkerställa att talet täcktes under tre dagar genom lördagskvällar, sedan söndagstidningar, och på så sätt skulle bevakningen plockas upp i måndagstidningarna.

## Talet
I talet berättade Powell om ett samtal med en av sina väljare några veckor tidigare, en medelålders arbetare. Powell sa att mannen hade sagt till honom: "Om jag hade pengar att åka, skulle jag inte stanna i det här landet... Jag har tre barn, alla har gått igenom gymnasiet och två av dem är gifta nu med familj. Jag kommer inte att vara nöjd förrän jag har sett dem alla slå sig ned utomlands.» Mannen avslutade med att säga till Powell: "I det här landet om 15 eller 20 år kommer den svarte mannen vina piskan över den vite mannen".
Powell fortsatte:
Här har vi en hygglig, vanlig engelsman, som mitt på ljusa dagen i min egen stad säger till mig, sin parlamentsledamot, att landet inte kommer att vara värt att leva i för hans barn. Jag har helt enkelt inte rätt att rycka på axlarna och tänka på något annat. Vad han säger, säger och tänker tusentals och hundratusentals – kanske inte i hela Storbritannien, men i de områden som redan genomgår den totala omvandling som det inte finns någon motsvarighet i tusen år av engelsk historia. De som gudarna vill förgöra gör de först galna. Vi måste vara galna, bokstavligen galna, som nation för att tillåta det årliga inflödet av omkring 50 000 anhöriga, som till största delen är materialet för den framtida tillväxten av den invandrade befolkningen. Det är som att se en nation ivrigt sysselsatt med att resa upp sitt eget likbål. Så vansinniga är vi att vi faktiskt tillåter ogifta personer att invandra i syfte att bilda familj med makar och fästmör som de aldrig har träffat.
Powell citerade ett brev han fått från en kvinna i Northumberland, om en äldre kvinna som bodde på en gata i Wolverhampton där hon var den enda vita invånaren. Kvinnans man och två söner hade dött i andra världskriget och hon hade hyrt ut rummen i sitt hus. När invandrarna hade flyttat in på gatan där hon bodde, gav sig hennes vita inneboende iväg. Två svarta män hade knackat på hennes dörr klockan 07.00 för att använda hennes telefon för att ringa sina arbetsgivare, men hon vägrade, som hon skulle ha gjort med vilken annan främling som helst som knackade på hennes dörr vid en sådan tidpunkt, och blev därefter verbalt misshandlad. Kvinnan hade bett sin kommun om en sänkning av skatten, men blev tillsagd av en kommunal tjänsteman att hyra ut rummen i sitt hus. När kvinnan sa att de enda hyresgästerna skulle vara svarta, svarade kommuntjänstemannen: "Rasfördomar kommer inte att ta dig någonstans i det här landet."
Powell förespråkade frivillig återemigration genom "generösa bidrag och stöd" och han nämnde att immigranter hade frågat honom om det var möjligt. Han sa att alla medborgare ska vara lika inför lagen, och att:
Detta betyder inte att invandraren och hans ättlingar ska upphöjas till en privilegierad eller speciell klass, eller att medborgaren ska förnekas sin rätt att diskriminera en medborgare från en annan när han sköter sina egna angelägenheter, eller att han ska underkastas en inkvisition om sina skäl och motiv för att bete sig på ett lagligt sätt snarare än ett annat.
Han hävdade att journalister som uppmanade regeringen att anta antidiskrimineringslagar var "av samma slag och ibland på samma tidningar som år efter år på 1930-talet försökte göra detta land blint för den växande fara som det stod inför". Powell beskrev vad han uppfattade som den vita brittiska befolkningens framväxande position:
Av skäl som de inte kunde förstå och i enlighet med ett tredskodom, som de aldrig rådfrågades om, fann de sig själva som främlingar i sitt eget land. De fann att deras fruar inte kunde få sjukhussängar vid förlossningar, att deras barn inte kunde få skolplatser, att deras hem och bostadsområden förändrades till oigenkännlighet, att deras planer och framtidsutsikter gick om intet. På arbetsplatsen fann de att arbetsgivarna tvekade att tillämpa de normer för disciplin och kompetens som krävs av den infödde arbetaren på den invandrade arbetstagaren. Allteftersom tiden gick började de höra fler och fler röster som talade om för dem att de nu var de oönskade. Till råga på allt får de nu veta att ett enkelriktat privilegium ska etableras genom en lag som antas av parlamentet. En lag som inte kan, och inte är avsedd att, verka för att skydda dem eller avhjälpa deras missnöje, ska stiftas för att ge främlingen, de missnöjda och provokatören makten att ställa dem vid skampålen för deras privata handlingar.
Powell varnade för att om den lagstiftning som föreslagits för den dåvarande Race Relations Bill skulle antas, skulle det leda till diskriminering av den infödda befolkningen:
Diskrimineringen och försakelsen, känslan av oro och förbittring, ligger inte hos invandrarbefolkningen utan hos dem som de har kommit och fortfarande kommer till. Att stifta en sådan lagstiftning som parlamentet har framför sig i detta ögonblick är därför detsamma som att riskera att kasta en tändsticka på krutet.
Powell var bekymrad över den nuvarande nivån på invandringen och hävdade att den måste kontrolleras:
Under dessa omständigheter kommer ingenting annat att vara tillräckligt än att det totala inflödet till bosättning omedelbart reduceras till försumbara proportioner och att nödvändiga lagstiftningsmässiga och administrativa åtgärder vidtas utan dröjsmål.
Powell hävdade att han kände att även om "många tusen" invandrare ville integreras, ansåg han att majoriteten inte gjorde det, och att vissa hade ett egenintresse av att främja rasliga och religiösa skillnader "i syfte att utöva faktisk dominans, först över andra invandrare och sedan över resten av befolkningen". Powells framförande av talet gav upphov till dess populära titel. Han citerade sibyllans profetia i den episka dikten Aeneiden, 6, 86–87, om "Fruktansvärt krig, och floden Tibern skummande / Med strömmar av blod".
När jag blickar framåt, fylls jag av onda aningar. Liksom romaren tycker jag mig se "floden Tibern skumma av mycket blod". Detta tragiska och svårlösta fenomen som vi med fasa ser på andra sidan Atlanten, men som där är sammanvävt med själva staternas historia och existens, kommer över oss här av egen vilja och vår egen försummelse. I själva verket har den nästan kommit. I numerära termer kommer den att vara av amerikanska proportioner långt före århundradets slut. Endast beslutsamma och brådskande åtgärder kommer att avvärja det redan nu. Jag vet inte om det kommer att finnas en allmän vilja att kräva och få till stånd en sådan åtgärd. Allt jag vet är att det skulle vara det stora sveket att se och inte tala.

## Reaktioner

### Politiska
Enligt C. Howard Wheeldon, som var närvarande vid det möte där Powell höll talet, "är det fascinerande att notera hur lite fientlighet som kom från publiken. Så vitt jag kan minnas var det bara en person som uttryckte något tecken på irritation." Dagen efter talet gick Powell till söndagsgudstjänst i sin lokala kyrka, och när han kom ut var det en skara journalister där, och en lokal murare sa till Powell: "Bra gjort, sir. Det behövde sägas."  Powell frågade de församlade journalisterna: "Har jag verkligen orsakat en sådan uppståndelse?" Vid middagstid gick Powell ut i BBC:s World This Weekend för att försvara sitt tal, och han dök senare samma dag upp på ITN-nyheterna.
Labours parlamentsledamot Ted Leadbitter sade att han skulle hänvisa talet till riksåklagaren, och det liberala partiets ledare Jeremy Thorpe talade om ett prima facie-fall mot Powell för uppvigling. Lady Gaitskell kallade talet "fegt" och den västindiske cricketspelaren Sir Learie Constantine fördömde det.
De ledande konservativa i skuggkabinettet var upprörda över talet. Iain Macleod, Edward Boyle, Quintin Hogg och Robert Carr hotade alla att avgå om inte Powell avskedades. Margaret Thatcher, som då var talesman för skuggkabinettet när det gäller bränsle och makt, ansåg att en del av Powells tal var "starkt material" och sade till den konservative ledaren Edward Heath när han ringde henne för att informera henne om att Powell skulle få sparken: "Jag trodde verkligen att det var bättre att låta saker och ting svalna för tillfället än att förvärra krisen". Heath avskedade Powell från hans post som skuggförsvarsminister och berättade det för honom i telefon på söndagskvällen. De talade aldrig med varandra igen. Heath sade om talet offentligt att det var "rasistiskt i tonen och riskabelt att förvärra rasmotsättningar". Konservativa parlamentsledamöter till höger i partiet – Duncan Sandys, Gerald Nabarro, Teddy Taylor – talade mot Powells avskedande. Den 22 april 1968 gick Heath ut i TV-programmet Panorama och sa till programledaren Robin Day: "Jag avfärdade Powell eftersom jag trodde att hans tal var provocerande och riskerade att skada rasrelationerna. Jag är fast besluten att göra allt jag kan för att förhindra att rasproblem utvecklas till inbördeskrig ... Jag tror inte att den stora majoriteten av det brittiska folket delar Powells sätt att lägga fram sina åsikter i sitt tal."
Morgontidningen The Times kallade det "ett ondskefullt tal" och konstaterade: "Detta är första gången som en seriös brittisk politiker har vädjat till rashat på detta direkta sätt i vår efterkrigshistoria." The Times fortsatte med att dokumentera incidenter av rasistiska attacker i efterdyningarna av Powells tal. En sådan incident, som rapporterades under rubriken "Färgad familj attackerad", ägde rum den 30 april 1968 i Wolverhampton: det handlade om en knivattack med 14 vita ungdomar som skanderade "Powell" och "Varför åker ni inte tillbaka till ert eget land?" till besökare på en västindisk dopfest. Ett av de västindiska offren, Wade Crooks från Lower Villiers Street, var barnets farfar. Han fick sy åtta stygn över sitt vänstra öga. Han ska ha sagt: "Jag har varit här sedan 1955 och inget liknande har hänt tidigare. Jag är förkrossad." En opinionsundersökning beställd av BBC:s TV-program Panorama i december 1968 visade att åtta procent av invandrarna ansåg att de hade behandlats sämre av vita människor sedan Powells tal, 38 procent skulle vilja återvända till sitt ursprungsland om de erbjöds ekonomisk hjälp och 47 procent stödde invandringskontroll med 30 procent emot.
Talet genererade mycket korrespondens till tidningar, mest anmärkningsvärt med Express & Star i Wolverhampton självt, vars lokala sorteringskontor under den följande veckan mottog 40 000 vykort och 8 000 brev adresserade till sin lokala tidning. Jones erinrade sig:
Ted Heath gjorde Enoch till en martyr, men när det gällde 'Express & Stars' cirkulationsområde var i stort sett hela området fast beslutet att göra honom till ett helgon. Från tisdagen till slutet av veckan hade jag tio, femton till tjugo påsar fulla med läsarbrev: 95 procent av dem var pro-Enoch.
I slutet av den veckan pågick det två samtidiga processioner i Wolverhampton, en av Powells anhängare och en annan av motståndare, som var och en kom med petitioner till Jones utanför hans kontor, och de två grupperna hölls isär av polisen.
Den 23 april 1968 hade Race Relations Act 1968 sin andra behandling i underhuset. Många parlamentsledamöter hänvisade till eller anspelade på Powells tal. För Labour var Paul Rose, Maurice Orbach, Reginald Paget, Dingle Foot, Ivor Richard och David Ennals alla kritiska. Bland de konservativa var Quintin Hogg och Nigel Fisher kritiska, medan Hugh Fraser, Ronald Bell, Dudley Smith och Harold Gurden var sympatiska. Powell var närvarande vid debatten men talade inte.
Tidigare samma dag hade 1 000 hamnarbetare i London gått ut i strejk i protest mot Powells avskedande och marscherat från East End till Westminsterpalatset med plakat med texter som "vi vill ha Enoch Powell!", "Enoch här, Enoch där, vi vill ha Enoch överallt", "Slå inte Enoch" och "Backa Storbritannien, inte Black Britain". Trehundra av dem gick in i palatset, 100 för att lobba för parlamentsledamoten för Stepney, Peter Shore, och 200 för att lobba för parlamentsledamoten för Poplar, Ian Mikardo. Shore och Mikardo överröstades och några hamnarbetare sparkade Mikardo. Lady Gaitskell ropade: "Ni kommer att få ert botemedel vid nästa val." Hamnarbetarna svarade: "Vi kommer inte att glömma." Organisatören av strejken, Harry Pearman, ledde en delegation för att träffa Powell och sade efteråt: "Jag har just träffat Enoch Powell och det fick mig att känna mig stolt över att vara engelsman. Han berättade för mig att han kände att om den här frågan sopades under mattan skulle han lyfta på mattan och göra samma sak igen. Vi är representanter för den arbetande människan. Vi är inte rasister."
Den 24 april röstade 600 hamnarbetare vid St Katharine Docks för att strejka och många mindre fabriker över hela landet följde efter. Sexhundra köttbärare från Smithfield strejkade och marscherade till Westminster och överlämnade en 92-sidig petition till Powell till stöd för honom. Powell avrådde dem från strejk och bad dem att skriva till Harold Wilson, Heath eller deras parlamentsledamot. Strejkerna fortsatte dock och nådde Tilbury den 25 april och Powell påstås ha fått sitt 30 000:e brev till stöd för honom, varav 30 protesterade mot hans tal. Den 27 april strejkade 4 500 hamnarbetare. Den 28 april marscherade 1 500 personer till Downing Street och skanderade "Arrestera Enoch Powell". Powell hävdade att han hade fått 43 000 brev och 700 telegram som stödde honom i början av maj, med 800 brev och fyra telegram emot. Den 2 maj meddelade justitieministern Sir Elwyn Jones att han inte skulle åtala Powell efter att ha rådfrågat riksåklagaren.
En Gallupundersökning i slutet av april fann att 74% höll med om vad Powell hade sagt i sitt tal; 15% var av annan åsikt. 69% ansåg att det var fel av Heath att sparka Powell och 20% ansåg att Heath hade rätt. Före sitt tal var Powell favorit att ersätta Heath som konservativ ledare med en procent, med 20% som föredrog Reginald Maudling. Efter hans tal var 24% för Powell och 18% för Maudling. 83% anser nu att invandringen bör begränsas (75% före talet) och 65% är för lagstiftning mot diskriminering. Enligt George L. Bernstein fick talet det brittiska folket att tro att Powell "var den första brittiska politiker som faktiskt lyssnade på dem".
Powell försvarade sitt tal den 4 maj genom en intervju för tidningen Birmingham Post: "Vad jag skulle tolka som 'rasist' som en person som tror på den inneboende underlägsenheten hos en ras av mänskligheten gentemot en annan, och som agerar och talar i den tron. Så svaret på frågan om jag är rasist är "nej" – om det inte är för att vara en omvänd rasist. Jag betraktar många av folken i Indien som överlägsna européerna i många avseenden – till exempel intellektuellt och i andra avseenden. Kanske är det att överkorrigera." Den 5 maj gjorde premiärminister Harold Wilson sitt första offentliga uttalande om ras och invandring sedan Powells tal. Det berättade han för Labouranhängare vid ett första maj-möte i Birminghams stadshus:
Jag är inte beredd att stå vid sidan av och se detta land uppslukas av den raskonflikt som beräknande talare eller okunniga fördomar kan skapa. Inte heller i den stora internationella konfrontationen om ras och hudfärg, där detta land måste förklara var det står, är jag beredd att vara neutral, vare sig konfrontationen äger rum i Birmingham eller Bulawayo. I dessa frågor kan det inte finnas några neutrala och ingen flykt från beslut. För i dagens värld inbjuder politisk isolationism till fara och ekonomisk isolationism till konkurs, medan moralisk isolationism inbjuder till förakt..
I ett tal till Labourpartiets konferens i Blackpool i oktober samma år sa Wilson:
Vi är partiet för mänskliga rättigheter – det enda partiet för mänskliga rättigheter som kommer att tala från denna plattform denna månad. (Livliga applåder.) Kampen mot rasism är en världsomspännande kamp. Det är människans värdighet som vi kämpar för. Om det vi påstår är sant för Birmingham, så är det sant för Bulawayo. Om det någonsin funnits ett fördömande av värderingarna i det parti som utgör oppositionen, så är det det faktum att Powellismens virus har fått ett så starkt grepp på alla nivåer.
Powell själv kritiserade titeln "Rivers of Blood" som tillskrevs talet, som han hävdade var en missförståelse av hans ord. Samtidigt som han försvarade innehållet sa han vid ett massmöte i Bristol att han bara såg "utsikterna till en blodig konflikt". I sina anteckningar kallade han det "Tal i Birmingham".
Under de allmänna valen 1970 ville majoriteten av Labourpartiet i parlamentet inte "röra om i Powell-frågan". Men Tony Benn, parlamentsledamot för Labour, sade:
Den rasistiska flagga som har hissats i Wolverhampton börjar likna den som vajade för 25 år sedan över Dachau och Belsen. Om vi inte höjer rösten nu mot den smutsiga och obscena rasistiska propagandan ... Hatets krafter kommer att markera sina första framgångar och mobilisera sin första offensiv. ... Enoch Powell har framstått som den verklige ledaren för det konservativa partiet. Han är en mycket starkare karaktär än mr Heath. Han säger vad han tycker; Det gör inte Heath. Det slutliga beviset på Powells makt är att Heath inte vågar attackera honom offentligt, inte ens när han säger saker som äcklar anständiga konservativa.
Enligt de flesta källor kan populariteten för Powells syn på invandring ha spelat en avgörande bidragande faktor till de konservativas överraskande seger i valet 1970, även om Powell blev en av de mest ihärdiga motståndarna till den efterföljande Heath-regeringen. I en "uttömmande forskning" om valet ansåg den amerikanske opinionsundersökaren Douglas Schoen och akademikern R. W. Johnson vid Oxfords universitet att det var "obestridligt" att Powell hade lockat 2,5 miljoner röster till de konservativa, men nationellt hade de konservativa rösterna ökat med endast 1,7 miljoner sedan 1966. I hans egen valkrets vid det valet – hans sista i Wolverhampton – var hans majoritet på 26 220 och en andel på 64,3% av rösterna då de högsta i hans karriär.

### Powells reflektion över talet
Powell reflekterade över talet i en intervju 1977 när intervjuaren frågade honom: "Nio år efter talet, är vi fortfarande i din syn på ett slags begravningsbål?":
Ja, jag har väl gjort mig skyldig, jag har sagt det här förut, till att underskatta snarare än att överskatta. Och jag tittade bara tillbaka på de siffror som jag då talade om 1968 för slutet av århundradet. Känner ni till mina uppskattningar, som betraktades med sådant löje och fördömdes, se, akademikerna förlåt mig, de är mindre än vad man trodde att det rapporterades i början av detta år. Så på det hela taget har jag lutat, kanske är det ett fel, åt en underskattning av magnituden och faran.
Intervjuaren frågade honom då: "Vad ser du som den troliga möjligheten nu? Fortfarande 'floden Tibern skummande av blod'?":
Min möjlighet är att politiker från alla partier kommer att säga: "Enoch Powell har rätt, vi säger inte det offentligt men vi vet det privat, Enoch Powell har rätt och det kommer utan tvekan att utvecklas som han säger. Men det är bättre för oss att inte göra någonting nu, och låta det hända kanske efter vår tid, än att gripa tag i de många giftiga nässlor som vi skulle behöva gripa tag i om vi i detta skede skulle försöka avvärja resultatet." Så låt det fortsätta tills en tredjedel av centrala London, en tredjedel av Birmingham och Wolverhampton är färgade, tills inbördeskriget kommer, låt det fortsätta. Vi kommer inte att få skulden, antingen kommer vi att ha gett oss av eller så kommer vi att glida ut under ytan på något sätt.

### Kulturella
Opinionsundersökningar på 1960- och 1970-talen visade att Powells åsikter var populära bland den brittiska befolkningen vid den tiden. En Gallupundersökning visade till exempel att 75% av befolkningen var positivt inställda till Powells åsikter. En opinionsundersökning från NOP visade att cirka 75% av den brittiska befolkningen instämde i Powells krav på att icke-vit invandring skulle stoppas helt, och omkring 60% instämde i hans uppmaning till repatriering av icke-vita som redan var bosatta i Storbritannien.
Talet Rivers of Blood har beskyllts för att ha lett till våldsamma attacker mot brittiska pakistanier och andra brittiska sydasiater, vilket blev vanligt efter talet 1968. Det finns dock "liten enighet om i vilken utsträckning Powell var ansvarig för rasistiska attacker". Dessa "Paki-bashing"-attacker nådde senare sin kulmen under 1970- och 1980-talen.
Powell nämndes i tidiga versioner av låten "Get Back" från 1969 av The Beatles. Denna tidiga version av låten, känd som "No Pakistanis"-versionen, parodierade Enoch Powells invandrarfientliga åsikter.
Den 5 augusti 1976 provocerade musikern Eric Clapton fram ett ramaskri och en kvardröjande kontrovers när han uttalade sig mot den ökande invandringen under en konsert i Birmingham. Märkbart berusad uttryckte Clapton sitt stöd för det kontroversiella talet och meddelade på scenen att Storbritannien riskerade att bli en "svart koloni". Bland annat sa Clapton "Keep Britain white!" som på den tiden var en paroll för Nationella fronten.
I november 2010 påminde skådespelaren och komikern Sanjeev Bhaskar om den rädsla som talet ingöt i britter av indiskt ursprung: "I slutet av 1960-talet var Enoch Powell en ganska skrämmande figur för oss. Han var den enda personen som representerade en påtvingad biljett ut, så vi hade alltid resväskor som var redo och packade. Mina föräldrar hade en föreställning om att vi kanske måste ge oss av."
Medan en del av den vita befolkningen tycktes vurma för Powell på grund av talet, minns författaren Mike Phillips att det legitimerade fientlighet, och till och med våld, mot svarta britter som han själv.
I sin bok The British Dream (2013) hävdar David Goodhart att Powells tal i själva verket "med mer än en generation flyttade tillbaka en robust debatt om invandringens framgångar och misslyckanden".
Just när en diskussion borde ha inletts om integration, rasrättvisa och att skilja mellan rimliga och rasistiska klagomål från vita människor vars samhällen höll på att omvandlas, polariserade han argumentet och stängde ner det.

## Identiteten på kvinnan som nämns i talet
Det gjordes försök att lokalisera Wolverhampton-väljaren som Powell beskrev som offer för icke-vita invånare. Redaktören för den lokala Wolverhampton-tidningen Express & Star, Clem Jones, hävdade att han inte kunde identifiera kvinnan med hjälp av röstlängden och andra källor.
Kort efter Powells död skrev Kenneth Nock, en advokat från Wolverhampton, till Express & Star i april 1998 för att hävda att hans firma hade agerat för kvinnan i fråga, men att han inte kunde namnge henne på grund av regler om klientsekretess. I januari 2007 påstods det i BBC Radio 4:s program Document att kvinnans identitet hade avslöjats. De sa att hon var Druscilla Cotterill (1907–1978), änka efter Harry Cotterill, en sergeant vid Royal Artillery som hade dödats i andra världskriget. Hon bodde i Brighton Place i Wolverhampton, som på 1960-talet hade en större andel invandrarfamiljer. För att öka sin inkomst hyrde hon ut rum till inneboende, men upphörde att ta emot fler rum när Race Relations Act 1968 hindrade henne från att diskriminera vissa inneboende på grund av deras ras och nationalitet.

## Stöd för talet
I Storbritannien, särskilt i England, är "Enoch [Powell] hade rätt" en fras inom politisk retorik, som inbjuder till jämförelser av aspekter av det nuvarande engelska samhället med de förutsägelser som Powell gjorde i sitt tal om "Rivers of Blood". Frasen antyder kritik av raskvoter, invandring och mångkulturalism. Märken, t-shirts och andra föremål med sloganen har producerats vid olika tidpunkter i Storbritannien. Powell fick stöd från både högerväljare och traditionellt vänsterorienterade arbetarklassväljare för sin anti-invandringshållning.
Powell fick stöd av extremhögern i Storbritannien. Märken, t-shirts och kylskåpsmagneter med sloganen "Enoch hade rätt" ses regelbundet vid högerextrema demonstrationer, enligt Vice News. Powell har också en närvaro på sociala medier, med en Enoch Powell-sida på Facebook som drivs av den högerextrema Traditional Britain Group som fick flera tusen gilla-markeringar, och liknande sidor som postar "rasistiska memes och Daily Mail-artiklar" har varit lika framgångsrika, som den brittiska nationalistiska och invandringskritiska Britain Firsts Facebook-sida.
I The Trial of Enoch Powell, som sändes på Channel 4 i april 1998, på trettioårsdagen av hans tal Rivers of Blood (och två månader efter hans död), röstade 64% av studiopubliken för att Powell inte var rasist. En del i Engelska kyrkan, som Powell hade varit medlem i, hade en annan uppfattning. Vid Powells död sade Wilfred Wood, född i Barbados, då biskop av Croydon: "Enoch Powell gav ett intyg om respektabilitet till vita rasistiska åsikter som annars anständiga människor skämdes för att erkänna".
I mars 2016 skrev den tyske historikern Michael Stürmer en retrospektiv pro-Powell-artikel i Die Welt, där han menade att ingen annan hade "straffats så skoningslöst" av partikamrater och media för sina åsikter.
Trevor Phillips skrev i maj 2016 i The Daily Telegraph: "Rom kanske inte står i lågor än, men jag tror att jag kan känna lukten av pyrande medan vi nynnar till musiken av liberalt självbedrägeri" genom att ignorera effekterna av massinvandringen. Han jämförde uttryckligen sin varning med Powells: "Han framkallade också ekon från Rom med sin hänvisning till Vergilius förfärliga föraning om floden Tibern som 'skummade av mycket blod'". Från den skada som reaktionen på talet åsamkade Powells karriär, skrev Phillips: "Alla i det brittiska offentliga livet lärde sig läxan: anta alla möjliga strategier för att undvika att säga något om ras, etnicitet (och på senare tid religion och tro) som inte är onyanserat och plattityder".
I oktober 2018 uttryckte Plymouth University Conservatives sitt stöd för talet, som hänvisade till frasen "Enoch hade rätt" på ett av klädesplaggen som bars vid en sammankomst.
I november 2022 berömde den konservative politiske kommentatorn Calvin Robinson, som också är diakon för Free Church of England, Powells tal i en artikel på sin blogg.

## Erkännande från politiker
I en intervju för Today strax efter sin avgång som premiärminister 1990 sa Margaret Thatcher att Powell hade "lagt fram ett giltigt argument, om än i ibland beklagliga termer".
Trettio år efter talet sa Heath att Powells kommentarer om "den ekonomiska bördan av invandring" hade varit "inte utan förutseende".
Michael Foot, parlamentsledamot för Labourpartiet, sade till en reporter att det var "tragiskt" att denna "enastående personlighet" i stor utsträckning hade missförståtts som att han förutspådde verklig blodsutgjutelse i Storbritannien, när han i själva verket hade använt Aeneiden-citatet bara för att förmedla sin egen känsla av onda aningar.
I november 2007 avgick Nigel Hastilow som de konservativas kandidat för Halesowen och Rowley Regis efter att han skrivit en artikel i Wolverhampton Express & Star som innehöll uttalandet: "Enoch, en gång parlamentsledamot för Wolverhampton South-West, sparkades från den konservativa fronten och marginaliserades politiskt för sitt tal 1968 'Rivers of Blood', där han varnade för att okontrollerad invandring skulle förändra Storbritannien oåterkalleligt. Han hade rätt och invandringen har förändrat Storbritannien dramatiskt."
I januari 2014 sa ledaren för UK Independence Party, Nigel Farage, efter att under en intervju ha fått höra att ett uttalande som just lästs upp för honom hade kommit från Powells tal: "Vad han varnade för var den stora tillströmningen av människor till ett område, att förändra ett område till oigenkännlighet, det finns spänningar – den grundläggande principen är rätt." I juni samma år, som svar på den påstådda islamistiska Operation Trojanska Hästen, skrev den konservative kollegan och före detta ministern Norman Tebbit i The Daily Telegraph: "Ingen borde ha blivit förvånad över vad som pågick i skolorna i Birmingham. Det är precis vad jag talade om för över 20 år sedan och som Enoch Powell varnade för långt innan dess. Vi har importerat alldeles för många invandrare som inte har kommit hit för att leva i vårt samhälle, utan för att efterlikna samhället i sina hemländer". Den konservative parlamentsledamoten Gerald Howarth sade i samma fråga: "Det är uppenbart att ankomsten av så många människor av icke-kristen tro har utgjort en utmaning, som så många av oss, inklusive den framlidne Enoch Powell, varnade för för årtionden sedan."
I april 2018 sa ledaren för UKIP i Wales, Neil Hamilton, att "idén att Enoch Powell var någon slags unikt rasistisk skurk är absolut nonsens". Hamilton sade att Powell hade "bevisats ha rätt av händelserna" när det gäller social förändring, om inte våld. Som svar anklagade ledaren för Plaid Cymru, Leanne Wood, Hamilton för att "hålla Powells rasistiska retorik vid liv". Labours parlamentsledamot Hefin David beskrev Hamiltons kommentarer som "skandalösa".
I maj 2025, efter Reform UK:s valframgång i lokalvalen 2025, höll premiärminister Keir Starmer en presskonferens där han lovade en betydande minskning av nettomigrationen i slutet av parlamentets mandatperiod och sa: "Denna plan innebär att migrationen kommer att minska – det är ett löfte." Hans replik "vi riskerar att bli en ö av främlingar" när han diskuterade strängare invandringskontroller kritiserades av media och Labours backbencher Zarah Sultana som ett eko av Powells "främlingar i sitt eget land"-linje från talet.

## Dramatiska skildringar
Talet är ämnet för pjäsen What Shadows, skriven av Chris Hannan. Pjäsen sattes upp i Birmingham från 27 oktober till 12 november 2016, med Powell spelad av Ian McDiarmid och Jones av George Costigan.
The Speech, en roman av författaren Andrew Smith som utspelar sig i Wolverhampton under de tio dagarna före och efter talet och med Powell som karaktär, publicerades i oktober 2016 av Urbane Publications.
I april 2018 meddelade BBC att Archive on 4 skulle sända 50 Years On: Rivers of Blood, ett program som markerade 50-årsjubileet av talet. Ian McDiarmid skulle läsa hela talet, första gången det skulle sändas i brittisk radio, och det skulle diskuteras och analyseras. Flera kommentatorer kritiserade BBC för detta.
På nyårsdadgen 2023 sändes säsong 12 avsnitt 1 av Barnmorskan i East End ('April 1968'), som handlar om efterdyningarna och effekterna av talet, inklusive hamnarbetarstrejken 1968.